# Ignacy Steinhaus
Ignacy Steinhaus (15. ledna 1860 Jasło – 17. března 1928 Krakov) byl rakouský právník a politik polské národnosti z Haliče, na počátku 20. století poslanec Říšské rady, v meziválečném období poslanec polského Sejmu.

## Biografie
Pocházel z židovské rodiny. Patřil mezi stoupence asimilačního proudu, který prosazoval národní a kulturní polonizaci židů. Studoval na Jagellonské univerzitě a Vídeňské univerzitě. Univerzitní studia prodělal v letech 1879–1883. Od roku 1892 do roku 1925 byl činný coby advokát. Od roku 1900 byl zároveň statkářem a od roku 1918 podnikatelem. V době svého působení v parlamentu se uvádí jako advokát v Jasłu.
Působil také coby poslanec Říšské rady (celostátního parlamentu Předlitavska), kam usedl ve volbách do Říšské rady roku 1911, konaných podle všeobecného a rovného volebního práva. Byl zvolen za obvod Halič 30. V parlamentu patřil mezi největší právní odborníky.
Zhruba od roku 1909 byl členem formace Stronnictwo Prawicy Narodowej. V roce 1917 se uvádí jako polský konzervativec. Po volbách roku 1911 byl na Říšské radě členem poslaneckého Polského klubu.
Po vypuknutí první světové války se stal členem polské nejvyšší rady. Veřejně a politicky činným zůstal i v meziválečném období. Od roku 1919 do roku 1922 byl poslancem polského ústavodárného Sejmu. Zastupoval poslanecký Klub Pracy Konstytucyjnej.
Zemřel v březnu 1928. Jeho syn Władysław Steinhaus bojoval za války v polských legiích. Byl těžce raněn v bitvě a svým zraněním podlehl. Posmrtně získal vyznamenání Virtuti Militari.